# ゲーリックハンドボール
ゲーリックハンドボール（アイルランド語: Liathróid Láimhe、英語: Gaelic handball）は、ゲーリック・ゲームズと総称されるアイルランドの伝統的なスポーツの1つである。
ゲーリック体育協会 (GAA) が統括し、傘下のアイリッシュハンドボール協議会が運営にあたっている。四方を囲まれたコートで壁に向かってボールを打ち合う姿はスカッシュやラケットボールによく似ているが、ラケットではなく専用の手袋をはめた手でボールを打つ点が異なる。アイルランドで単に「ハンドボール（Handball）」と言った場合、ほとんどの場合このゲーリックハンドボールを指す。アメリカにはウォールハンドボール（アメリカンハンドボール）と呼ばれる非常によく似たスポーツがあり、交流戦が行われている。

## ルール
もっとも一般的なコート（アレイとも呼ぶ）の広さは12.2m x 6.1mである。ボールを打ちつける前面の壁の高さは 6.1mである。アイルランドでは、18.3m x 9.15mという大きなコートを使用する競技も存在する。
相手よりも先に定められたポイントを獲得した選手が勝ちとなる。サーブをした選手がラリーに勝った場合のみポイントが与えられる。サーブをしなかった選手がラリーに勝った場合はサーブ権が移動するだけである。
プレイヤーは交互にボールを前面の壁に向かって打つ。右手と左手のどちらを使ってもよい。相手が打ったボールが床に2回バウンドする前に打ち返せなかった場合、そのラリーはそのプレイヤーの負けとなる。
ほとんどのゲームは四方を壁に囲まれたコートで行われるが、三面または一面しか壁のないコートで行われることもある。

## 歴史
ゲーリックハンドボールに似たスポーツは世界の各地で行われていた。 エジプトのオシリスを祭る寺院にあるヒエログリフ（神聖文字）には、ゲーリックハンドボールによく似たスポーツに興じる聖職者の姿が描かれている。中南米では、コロンブス以前のメソアメリカ文明において、よく似た競技が行われていたのが知られている。

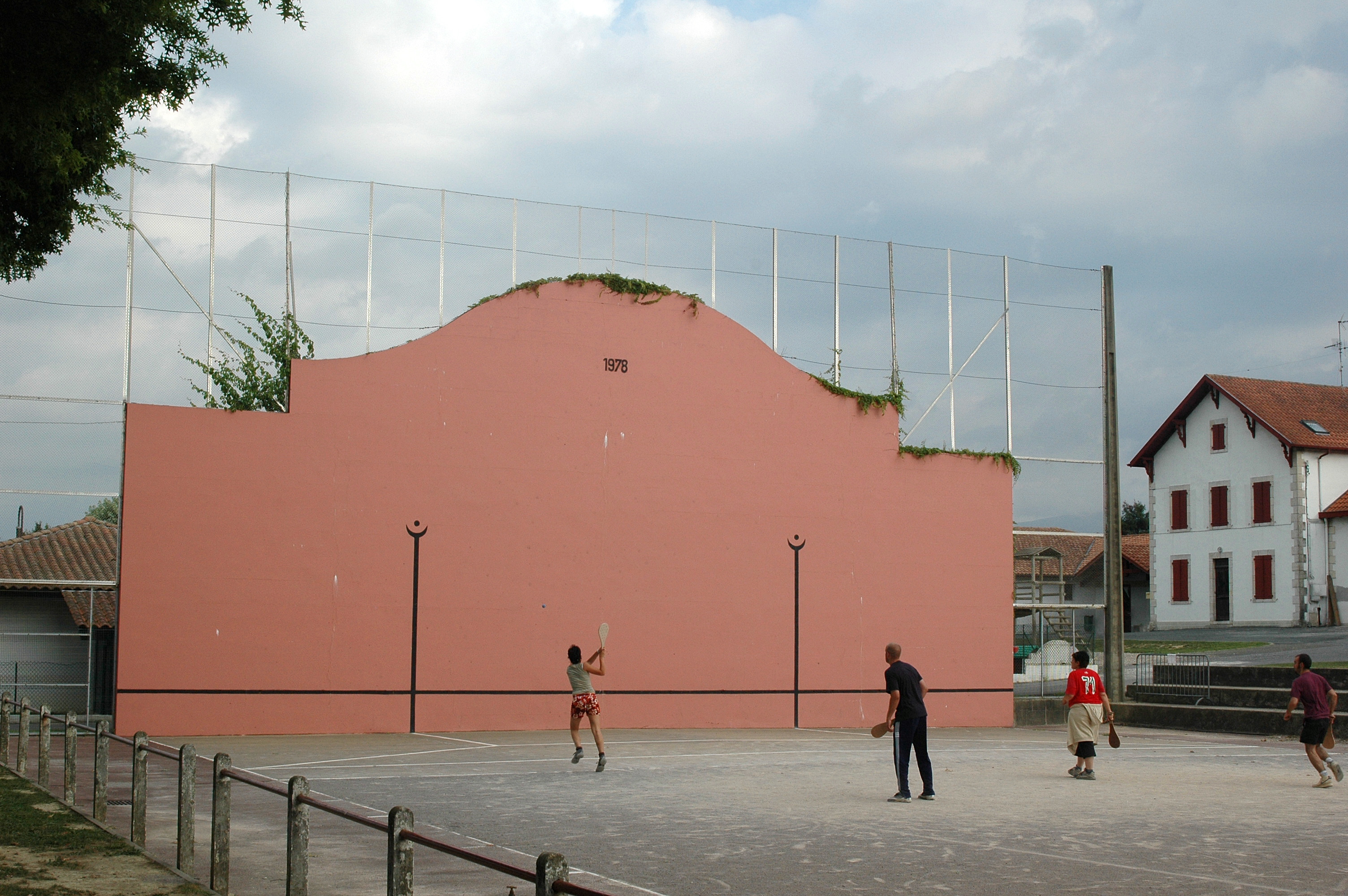
バスク地方でペロタに興ずる人々

近代のゲーリックハンドボールの起源は、アイルランドとスコットランドにある。ゲーリックハンドボールに関する最古の記録は、町の壁に向けてボールを打って遊ぶことを禁じたゴールウェイの町の1527年の法律である。アイルランドの西岸にあるゴールウェイはスペイン、特にバスク地方との交流が盛んであった。バスク地方にはペロタというよく似た競技があり、どちらかが他方に伝わってそれぞれに発展していった可能性が高い。
18、19、20世紀のアイルランド移民とともにゲーリックハンドボールは海外にも伝わり、現在は、米国、カナダ、メキシコ、オーストラリア、ニュージーランド、ウェールズ、イングランドでもプレイされている。1964年以来、3年ごとに世界選手権が開かれている。